# Buccinastrum duartei
Buccinastrum duartei es una especie de molusco gastropoda de la familia Buccinanopsidae nativa de América del Sur. Esta especie se encuentra en las costas de Brasil y Argentina.

## Descripción y distribución
La altura media de la concha es de 35 mm. El opérculo es de un tamaño grande y subovalado.
Se alimenta de macroalgas.
Esta especie habita en zona intermareal a poca profundidad y en playa arenosa y fangosa. La distribución está limitada desde la costa de Brasil a 23 grados sur hasta la costa de Argentina a 38 grados sur.